# Vladimir Benediktov
Vladimir Grigorievitch Benediktov (en russe : Владимир Григорьевич Бенедиктов ; 17 novembre 1807 — 26 avril 1873, né et mort à Saint-Pétersbourg) est un poète et traducteur russe.
Benediktov, officier de corps de garde, puis longtemps fonctionnaire du Ministère de finances, entre dans la littérature en 1835 avec un recueil de poèmes ultra-romantiques, et apparait comme rival de Pouchkine. L'auteur glorifie la beauté de la femme, les bals, les plaisirs de la guerre, les paysages romantiques avec un style métaphorique où le goût quelquefois lui manque. Le recueil et les œuvres successives de Benediktov ont un succès énorme (Tourgueniev, dans ses souvenirs - 1868 -, témoigne de l'enthousiasme de la critique comme de la jeunesse pour le poèmes de Benediktov, en 1836), puis suit un déclin rapide après 1840, sous l'influence de Vissarion Belinsky.
La critique de Bielinsky marquait un tournant littéraire des années 1830-40 en Russie: la transition d'une littérature à caractère national et rhétorique - à laquelle appartenait Benediktov - vers une littérature romantique et plus personnelle sous l'influence de Pouchkine, puis de Lermontov, Gogol : "l'ère de la poésie pure et des phrases panygériques était passée, venait le temps des critiques, des polémiques et des satires " (Tourgueniev).
Dans les années 1850 et 1860, Benediktov publie des nouveaux poèmes qui exploitent la thématique politique et réformiste, il flétrit Napoléon III, salue les reformes d'Alexandre II de Russie et la nouvelle génération, moque les rétrogrades.
Benediktov traduisit avec succès la poésie française, allemande et surtout polonaise (presque tout le corpus de Mickiewicz). Ses versions russes de Victor Hugo, Théophile Gautier et Auguste Barbier correspondent  bien à leur style métaphorique, dont Benediktov était seul (ou presque) représentatif dans la littérature russe de l'époque.